# باسكلهتششمه سفيد (مقاطعة غيلانغرب)
باسكلهتششمه‌سفيد (بالفارسية: باسکله‌چشمه‌سفید) هي قرية تقع في كرمانشاه في إيران. يقدر عدد سكانها بـ 138 نسمة بحسب إحصاء 2016.